# Klaas (artiste)
Pour les articles homonymes, voir Klaas.
Klaas, de son nom complet Klaas Gerling, est un DJ et producteur allemand né le 3 janvier 1981 à Cologne. En 2008, il remixe le titre Infinity 2008 de Guru Josh Project.

## Biographie
Référence sur la scène electro house mondiale depuis quelques années, il exerce sa passion[évasif] en association avec Micha Moor sous le label Scream & Shout, basé à Cologne.
Il a remixé d'autres artistes connus comme Global Deejays, Armand Van Helden, Eddie Thoneick, Junior Caldera ou encore Michael Mind.

### Succès commercial
Infinity 2008 est le 5e titre qui a été le plus vendu en Europe pour l'année 2009. En France, Infinity 2008 a atteint la 1re place du Top50 et du club 40 (classement des 40 titres les plus diffusés dans les discothèques). À l'étranger, Infinity 2008 s'est classé no 3 des ventes au Royaume-Uni, le succès va alors dépasser les frontières européenne.
En 2009, il sort How Does It Feel qui ressemble au titre Infinity 2008, mais n'a pas eu le même succès.
Klaas a remis au goût du jour, le célèbre titre de Haddaway: What Is Love. Ce remix 2009, est diffusé en boucle[réf. nécessaire] dans les radios françaises. Le titre est n°1[réf. nécessaire] des clubs en janvier 2010 et atteint la 5e place du Top 50. Dans le clip, on y retrouve le DJ animant une soirée dans une maison. Il s'agit du 2e titre de Klaas diffusé dans les médias français en 2 ans.
En septembre 2009, il sort Our Own Way, qui rencontre un succès dans les clubs d'Europe et qui est classé dans les premières places du Top Charts Français.
En mars 2010, il sort le titre Downtown. Début juillet 2010, Klaas sort le single It's my day. En 2011, un titre en collaboration avec Bodybangers intitulé Freak.
En février 2014, Klaas fait son grand retour avec la sortie d'un nouveau single intitulé Party Like We're Animals.
En 2015, Klaas a collaboré avec Mazza sur le titre Here We Go et le remix pour Dimitri Vegas & Like Mike sur Ocarina.
Depuis 2016, Klaas collabore avec Dimitri Vegas & Like, ainsi que la femme de Dimitri Vegas "MATTN" pour produire des reprises des hits Café del Mar (de Energy 52), Universal Nation (de Push), ou Children (de Robert Miles).
Le single de Klaas Ok Without You sorti en 2018 a atteint plus de 19 000 000 de vues Youtube. Son autre titre Close To You reçoit plus de 10 000 000 de streams. La collaboration avec Londonbeat sur une reprise de leur titre I've Been Thinking About You s'est classée no 1 à l'été 2019 au Billboard Hot Dance Club Songs. Sur Spotify, Klaas a dépassé les 3 000 000 d'écouteurs tous les mois.

## Discographie

### Classement singles et remixes
| Titre                                                                                            | Année | Meilleure position | Meilleure position | Meilleure position | Meilleure position | Meilleure position | Meilleure position | Meilleure position | Meilleure position | Meilleure position |
| Titre                                                                                            | Année | ALL                | AUT                | BEL (FL)           | BEL (WAL)          | É-U                | É-U Clubs          | FRA                | SUI                | R-U                |
| ------------------------------------------------------------------------------------------------ | ----- | ------------------ | ------------------ | ------------------ | ------------------ | ------------------ | ------------------ | ------------------ | ------------------ | ------------------ |
| Infinity 2008 (Klaas remix) (de Guru Josh Project)                                               | 2008  | 4                  | 3                  | 1                  | 2                  | 49                 | —                  | 1                  | 2                  | 3                  |
| What Is Love 2K9 (avec Haddaway)                                                                 | 2009  | 60                 | 37                 | 41                 | —                  | —                  | —                  | 5                  | —                  | —                  |
| Our Own Way                                                                                      | 2009  | —                  | 32                 | —                  | —                  | —                  | —                  | 9                  | —                  | —                  |
| Freak (avec Bodybangers)                                                                         | 2011  | 78                 | —                  | —                  | —                  | —                  | —                  | —                  | —                  | —                  |
| Do What You Do (feat. Carlprit)                                                                  | 2012  | —                  | 65                 | —                  | —                  | —                  | —                  | —                  | —                  | —                  |
| Café del Mar 2016 (Dimitri Vegas & Like Mike vs Klaas Remix) (de MATTN & Futuristic Polar Bears) | 2016  | —                  | —                  | —                  | —                  | —                  | —                  | 87                 | —                  | —                  |
| I've Been Thinking About You (avec Londonbeat)                                                   | 2019  | —                  | —                  | —                  | —                  | —                  | 1                  | —                  | —                  | —                  |
| Children (avec MATTN & Roland Clark)                                                             | 2019  | —                  | —                  | —                  | —                  | —                  | —                  | 73                 | —                  | —                  |

## Singles
2006
- Whipe Your ***
- Get Twisted
- Confession

2007
- The Way
- I Love You (vs. I Am Finn)

2008
- Glockenspiel
- Going Insane
- Get the Fuck
- Feel the Love
- Make You Feel

2009
- How Does It Feel
- What Is Love 2k9 (avec Haddaway)
- Our Own Way
- Better Days

2010
- Downtown
- It's My Day

2011
- Freak (avec Bodybangers)
- I'm Free
- I Like (avec Bodybangers)
- Changes

2012
- Do What You Do (feat. Carlprit)
- Grape / Engelstrommeln
- Wild Beast / Andromeda
- Pulsar / Proton
- Hold This Moment

2013
- We Are Free
- Flight to Paris
- Storm
- Heartbeat
- Hurt Will End
- Night To Remember

2014
- Party Like We're Animals
- Ready (avec Mazza)
- Bring Back the Love
- Let Me Hear Shout You
- Here We Go (avec Mazza)

2015
- Why (avec Mazza)
- Calavera
- Far Away (feat. Jelle van Dael)
- I Don't Care
- Flash (avec Mike Candys & Mazza)
- Memory Lane
- The Gallery (We Are One)
- Universal
- Resurection (In Space) (avec Niels van Gogh)
- Sede Vacante

2016
- Riot
- Genesis
- Where You At
- Feel (feat. Steve Noble)
- Hungover by a Dream (feat. Lorela)

2017
- Alle Tiders
- New World
- Don't Talk
- Together
- Cintura

2018
- Close to You
- Love Your Life
- Big Words
- Get Down
- Pretender
- Orca (avec Diego Miranda & Mazza)
- OK Without You

2019
- Figure Out
- I've Been Thinking About You (avec Londonbeat)
- Don't Wanna Grow Up
- Lovlos
- Someone Like You
- Children (avec MATTN & Roland Clark)
- Call Me When You Need Me (feat. Miss Sister)
- Over & Done
- When We Were Still Young
- Money
- Good Girls Gone Wild

2020
- Fighter
- Wonderful Days (feat. Tony Ronald)
- Mr. Saxobeat
- Indestructible
- Roar
- Big Girls Don't Cry
- It's Raining Men (avec The Weather Girls)
- Sweet Dreams
- In My Head (feat. Emmie Lee)
- Push the Feeling On
- Joli Garçon
- How Far Can We Go
- Fever
- Won't Run Away
- The Logical Song (avec MATTN)

2021
- Take My Hand (avec Freischwimmer, Sary)
- Godzilla
- Second Life
- Cross My Heart
- Hymn
- Cambodia
- Feel Only Love (Axmo Remix)
- Thank You And Good Night
- Already Gone
- Crazy Times
- Bad Girl (Klaas Edit)
- Clarity (Klaas Edit)
- Godzilla
- Wouldn't It Be Good
- Hereos
- Bang Bang (Klaas Remix)
- Cascada - One Last Dance (Klaas Remix)
- Feel Only Love
- Take My Hand
- Daylight
- Take Me Away (Klaas Remix)
- Klaas & Harris & Ford - Running
- Money (Mazza Remix)
- Sun Is Up
- No Superstar
- Can't Wait
- Hot N Cold
- Down (Klaas Remix)
- Tik Tik (Klaas Remix)
- How Far Can We Go (Averro Remix)
- Flashdance, What A Feeling
- Smalltown Boy (Klaas Mix)
- Ok Without You (Mazza Remix)

2022
- First Girl On The Moon
- Atlantis
- Fiesta Loca
- Dead Or Alive
- Shine A Light
- Godzilla (Mazza Edit)
- Lethal (Klaas Edit)
- Read My Mind
- Gravity
- Age of 27 (Klaas Remix)
- Elevator
- Chase
- Now Or Never
- Wishing Well
- Extasy
- Already Gone (Mazza Remix)
- Over The Rainbow
- Voyage Voyage
- Running (Averro Remix)
- Take Me Back
- Somebody To Love (With MATTN and Dino Worriors)
- Saltwater
- Mutual
- Zombie
- Ocean Eyes
- First Girl On The Moon (Rocco & Mazza Edit)
- One Two Step
- Take On Me
- 10011
- Heart Swipe
- Fantasy

2023
- Into The Goove
- A Place In The Dark (avec GRY)
- Look Into My Eyes
- Friday On My Mind
- Dance On Jupiter
- Insomnia Eyes
- By The Lake
- The Logical Song (Dimitri Vegas & Like Mike Remix)
- Night Is Dark
- In My Head (Averro Remix)
- Das Boot
- Dreams (Will Come Alive) Klaas Remix
- Amaze Me
- I Got A Feeling
- Black Light
- Ghost
- Fade Into My Arms
- Tu Es Foutu
- Heart Swipe (Rocco & Mazza Edit(
- Fable
- Disconnected
- Colors
- Rapture
- Paradigm
- Over The Rainbow (Rocco & Mazza Remix)
- Wicked Game
- Braveheart

2024
- Weekend
- Paradise
- Fable (Shinzo & Rocco Remix)
- Mirage
- Fire
- Another Love
- Conquest Of Paradise
- Heroes (Shinzo & Rocco Remix)
- Drive It Like You Stole It
- Blame It On My Heart
- Nature's Law
- Neverending Story
- The Night We Met
- Second Live (Rocco & Michael Roman Remix)
- Clocks
- Adagio For Strings (Bulletproof)
- Parallel Lines
- Silence
- Rave On Mars
- Peaceful Place
- Voyage Voyage (Rocco & Michael Roman Remix)
- 7 Days
- The Only Drug I Need
- Popcorn (LA Night)
- I Promised Myself (Techno)
- Not Going Home
- Hot N Cold (Michael Roman & Rocco Remix)
- Tell Me How You Feel

2025
- Chewing Gum
- Such A Shame
- Crockett's Theme (Invincible)
- Win This Fight
- Golden Years
- Hymn (Michael Roman & Mazza Remix)
- Nothing Compares 2 You
- Legendary (Techno)

## Remixes
2006
- Armand van Helden - My My My (Klaas Remix)

2007
- DJ Antoine - This Time (Klaas Remix)
- The Freelance Hellraiser - Weightlessness (Klaas Remix)
- Antoine Clamaran & Mario Ochoa feat. Lulu Hughes - Give Some Love (Klaas Remix)
- Erik Decks - Wild Obsession (Klaas Remix)
- Micha Moor - Space (Klaas Club Mix / Klaas Bigroom Mix)
- No Angels - Goodbye to Yesterday (Klaas Remix)
- Greg Cerrone feat. Claudia Kennaugh - Invincible (Klaas Remix)
- DJ Aston Martinez - You Wanna (Klaas Remix)
- Dualton - Papercut (Klaas & Micha Moor Remix)
- Swanky Tunes - No More Fear (Klaas Remix)

2008
- Danny S - Keep Me Hanging On (Klaas Mad Saw Mix)
- Spinning Elements - Freak (Klaas Remix)
- Lissat Voltaxx - Young And Beautiful (Klaas & Micha Moor Remix)
- John Morley - Naughty (Klaas Remix)
- DJ Disciples - Work It Out (Klaas Remix)
- Junior Caldera - Sleeping Satellite (Klaas Remix)
- Run–DMC - It's Like That (Klaas Remix)
- Horny United - Crazy Paris (Paris Latino) (Klaas Remix)
- Jean Elan - Where's Your Head At (Klaas Remix)
- G&G feat. Gary Wright - My My My (Klaas Remix)
- Global Deejays feat. Rozalla - Everybody's Free (Klaas Remix)
- Guru Josh Project - Infinity 2008 (Klaas Vocal Edit / Klaas Remix)
- Attack Attack - Set The Sun (Klaas Remix)
- Patrick Bryce - Papercut (Klaas & Micha Moor Remix)
- Klaas - Feel the Love (Klaas Increase Mix)
- Fentura - Live It (Klaas Remix)
- Fragma - Memory (Klaas Remix)
- Fragma - Memory (Klaas Climax Mix)
- Greg Cerrone - Pilling me (Klaas Remix)
- Eddie Thoneick - Together As One (Klaas Remix)
- Klaas - Make You Feel (Klaas Stomp Mix)

2009
- Haddaway - What Is Love 2K9 (Klaas Remix / Impact Mix)
- Nick Terranova - Breakaway (Klaas Remix)
- Shmeel - Supadisco (Klaas Remix)
- Michael Mind - Ride Like the Wind (Klaas Remix)
- Chrissi D! - Don't You Feel (Klaas Remix)
- Dr. Kucho & Gregor Salto - Can't Stop Playing (Klaas & Micha Moor Remix)
- Reel 2 Real feat. The Mad Stuntman - I Like to Move It 2009 (Klaas Remix)

2010
- Culcha Candela - Somma im Kiez (Klaas Remix)
- Velile & Safri Duo - Helele (Klaas Remix)
- Jasper Forks - River Flows In You (Klaas Remix)
- Menyo - Follow Your Heart (Klaas Remix)
- Stromae - House'llelujah (Klaas Remix)
- Example - Kickstarts (Klaas Remix)
- Jessy Matador - Bomba (Klaas Remix)
- Alesha Dixon feat. Wiley - Radio (Klaas Remix)
- Mylène Farmer - Oui mais... non (Klaas Remix)
- Remady feat. Manu-L - If You Believe (Klaas Remix)

2011
- Lou Bega - This Is Ska (Klass Remix)
- Remady feat. Manu-L - The Way We Are (Klaas Remix)
- Gala - Freed from Desire 2011 (Klaas Remix)

2013
- R.I.O. feat. U-Jean - Ready or Not (Klaas Remix)
- Bon Jovi - Runaway (Klaas Remix)
- DJ Antoine - To the People (Klaas Remix)
- Rene Rodrigezz & Dipl.Inch - Only One (Klaas Remix)
- Van Snyder & DJ D.M.H. - This World (Klaas Remix)
- DJ Kidd Star - Rah! (Klaas Remix)

2014
- Mazza - Summer (Klaas Dub Mix)
- Dimitri Vegas & Like Mike feat. Wolfpack - Ocarina (Klaas & Mazza Remix)

2015
- Mazza - Go For It (Klaas Remix)
- Mazza - Young & Wild (Klaas Remix)
- Matt Lillywhite & Louis Vlahakis feat. Ella Hayward - Beautiful (Klaas & Mazza Remix)
- Sean Finn - Can You Feel It? (Klaas Remix)
- Sean Finn - Explode (Klaas Remix)
- Dimitri Vegas & Like Mike feat. Wolfpack - Ocarina (Klaas & Mazza Remix)

2016
- Newclaess - Feel Alive (Klaas Remix)
- Martin Van Lectro - Never Know (Klaas Remix)
- Calmani & Grey - Silver Surfer 2016 (Klaas Remix)
- Mazza feat. Ariel Morer - Lift Me Up (Klaas Mix)
- DJ KIdd Starr feat. DJ Rhiannon & Starr Jamezz - Whiskey & Pantyhose (Klaas Remix)
- MATTN & Futuristic Polar Bears - Café del Mar 2016 (Dimitri Vegas & Like Mike vs Klaas Remix)
- Aquagen - Hard to Say I'm Sorry (Klaas Remix)

2017
- Klaas - Riot (Klaas & Mazza Remix)
- Mazza feat. Tenashar - Found Love (Klaas Remix)
- Higheffect feat. Silvia Dias - Sweet Dreams (Klaas Remix)
- DJane HouseKat - The One (Klaas Remix)
- Mazza feat. Ariel Morier - Lift Me Up

2018
- Lauren Mayhew - Wake Up (Klaas Remix)
- Foggy - Come Into My Dream (Klaas Remix)
- Semitoo feat. Nicco - With You (Klaas Remix)
- Mazza - Coming Home (Klaas Remix)
- Sean Finn & Guru Josh - Infinity 2018 (Klaas Remix)
- Lazard & Daniel Merano - No More Tears (Klaas Remix / Klaas Deep Mix)
- Saint Müsik - Rescue Me (Klaas Remix)
- Adrienne Valerie - Lucky, Lucky, Lucky Me (Klaas Remix)
- Saint Müsik feat. Alina Renae - Yesterday (Klaas Remix)

2019
- Mazza feat. Jessia - Lax (Klaas Remix)
- Magnus - Do Not Cry (Klaas Remix)
- Malmo - Bladerunner Memories (Klaas Remix)
- Londonbeat - I've Been Thinking About You (Klaas Remix)
- One Path - Next Gen (Klaas Remix)
- R.I.O. & Madcon - Shine On (Klaas Remix)
- Silvershine - Sommaplage (Klaas Remix)
- Sonera & Clubface feat. Tom E - Rollergirl (Klaas Remix)
- Londonbeat - Summer (Klaas Remix)
- Marc Korn & Jaycee Madoxx - Susanna (Klaas Remix)
- Bmark - Patrick Swayze (Klaas Remix)
- Liquidfive - Dance Away (Klaas Remix)
- Allegra - All About Us (Klaas Remix)

2020
- Saint Müsik feat. Alina Renae - My Heart Will Go On (Klaas Remix)
- Jojo feat. Kheira - Waiting Heart (Klaas Remix)
- Max M - Never Wanna Leave (Klaas Remix)
- Ulrikke Brandstorp - Attention (Klaas Remix)
- David Fionix - The Man Inside (Klaas Remix)
- Laura Bryna - Stars Are Falling (Klaas Remix)
- Mauro Picotto - Komodo (Save a Soul) (Klaas Remix)
- The Weather Girls - It's Raining Men (Klaas Remix)
- Mazza & Matthew Tasa - Dolce Vita (Klaas Remix)
- Flaremode - Genie in a Bottle (Klaas Original Edit)
- Dimitri Vegas & Like Mike vs. Quintino - The Chase (Klaas & MATTN Remix)
- Shaun Baker feat. Jessica Jean - Kockin' (Klaas Remix)

2021
- Mazza - Smalltown Boy (Klaas Remix)
- One Path & Jimmy Gold - The Greatest (Klaas Remix)
- Adam Bü & Moodygee & Sandra Mesch - Tik Tok (Klaas Remix)
- Anna-Sophie - Down (Klaas Remix)
- Scotty - Take Me Away (Klaas Remix)
- DJ Bouchenka - Love Parade (Klaas Remix)
- Luca Debonaire - Love Song (Klaas Remix)
- Laura Bryna - The Way That It Was (Klaas Remix)
- Bootmasters & Efimia - Kaleidoscope (Klaas Remix)
- Cascada & Trans-X - One Last Dance (Klaas Remix)
- Mazza & Sary - Bang Bang (Klaas Remix)
- SilverFridge - Geysha Girl (Klaas Remix)
- Semitoo - Wouldn't Be Good (Klaas Remix)
- Semitoo & Marc Korn & Phil Praise - Clarity (Klaas Remix)
- Chris Burke & Audiosonic - Bad Girl (Klaas Edit)
- Gyrlie - Lover Girl (Klaas Remix)

2022
- Mazza - I Feel Love (Klaas Remix)
- Bigmoo & Adrian Fyrla - Lethal (Klaas Edit)
- Glasi - Age of 27 (Klaas Remix)

2023
- Danny Suko & Marc Korn & DJ Squared - Dreams (Will Come Alive) (Klaas Remix)